# 軍縮NGO
軍縮NGO（ぐんしゅくえぬじーおう）は世界の軍縮のための非政府組織群の総称である。ジュネーヴにある特別軍縮NGO委員会とニューヨークにある軍縮NGO委員会がもっとも重要なNGOである。

## 軍縮概念の芽生え
太平洋戦争を広島・長崎への原爆投下で終えたアメリカの科学者の多くは、その罪の自責の念にかられ、戦争直後から核兵器や他の兵器を国際管理すべきと考え、その運動を始めた。1945年11月に原子力科学者連盟 (Federation of Atomic Scientists) を組織し核戦争の危険を訴えた。1946年の出版の『ひとつの世界あるいは無か (One World or None)』ではオッペンハイマーやアインシュタインらを含めた科学者は「核兵器を管理し、核戦争を防止する方策は国際的な査察体制だ」と主張し、オッペンハイマーは「核兵器の破壊力とその影響は想像を絶するものがあり、これを防止する手立ては国益という概念よりも我々人間への福祉であり、安全保障である。それは国益と呼べるものよりも大きいと気付くべきである」と提言した。アインシュタインも同意し、「核の時代の安全保障の基本支柱は軍事力を国家から引き離す事である」と述べ、世界中が兵力を競い合うのではなく、「超国家軍」の兵力のみが平和維持の任務を与えられるべきと訴えた。原子力科学者連盟は1940年代後半に核軍縮の推進などを求めて設立された他の組織を吸収合併した。「原爆禁止運動」は広がりをみせ、混沌とする世界情勢に何らかのピリオドを打たねばならなかった。唯一の解決策は何らかの世界政府しかないと人々は思うようになり、国際連合以上のものを求め、模索した。

## 軍縮協定
第二次大戦後から現在までの軍縮協定の分類は
- 国連の外 - 南京条約（1959年）、ラテンアメリカ非核化条約（1967年）、SALT2（1979年）、INF条約（1987年）
- 軍縮会議 - 部分的核実験禁止条約（1963年）、核拡散防止条約（1968年）、海底への核配備禁止条約（1970年）、生物兵器禁止条約（1971年）、環境改変技術の軍事利用禁止条約（1976年）
- 国連の中 - 宇宙条約（1976年）、特定通常兵器使用禁止制限条約（1980年）

### 軍縮会議
ジュネーブ軍縮会議と国連および軍縮会議 (Conference on Disarmament, CD) は米ソ（現ロシア）主導の下両国が合意したところで成立したという事実は、超大国である米ロの合意のない軍縮関連条約は考えられることが出来なかった。しかしこれらの条約は元来の目的である“軍縮”とは言えず、まず軍備の削減という最低目的すら達せられていない。CDで成立の生物兵器禁止条約（INF条約）を例外として核の実験禁止、核および兵器の設置制限、およびその禁止、核の受け渡し禁止、極狭地域の通常兵器の使用を禁止または制限する、特殊技術を軍事目的に使わせないというごく限られた条約であり、違反しようと思えば簡単にできそうなものばかりである。核配備は北朝鮮、インド、パキスタンで配備、またはその疑いが持たれている。核の配備は対立国同士に一定の効果があるものの、核攻撃の危険や核実験による地震など、マイナス面も多い。またアルカーイダなどのテロ組織への核兵器譲渡やイランの核兵器開発・配備・使用の懸念も持たれている。

### 重要性の低い問題領域の規制
南極、宇宙、海底に核配備はされておらず、その必要性、意味からして可能性は小さいはずだが、人類が生息する地域への核兵器の配備を禁止した条約は、ラテンアメリカ非核化条約のみである。しかも将来開発されるであろう、現在存在しない技術の制限であり、兵器の重要度は低く、軍縮の意味になっていない。しかし、現在アメリカなどが配備している大陸間弾道ミサイル (ICBM) は、宇宙条約の禁止対象から外れており、また海底条約は潜水艦に搭載されている核ミサイルも海底ではなく、“海中”ならOKという条約であり、それ故に海底の核配備のみを禁止している。BC兵器と言われる生物兵器・化学兵器の使用禁止も論議されてきたにかかわらず、何度も実戦・テロに使われ、禁止対象から外されている（生物兵器は生物兵器禁止条約で禁止されている。化学兵器は化学兵器禁止条約で禁止されている）。また短期の天候改変の軍事利用（気象兵器）は時間の問題で（あるいは現在使用されている）広範、長期かつ重大な気候の変化のみが環境改変禁止条約で禁止された。

### 遅々と進まぬ核軍縮
部分的核実験禁止条約は締約国についてはよく守られており、条約で禁止された領域での核実験は停止されているが、地下実験を公認した事に他ならず、すべての実験は“公認”領域で行われているに過ぎない。米国は核実験をすることなく核精能を確かめる方法は見出したが、核実験の禁止は人類が核を持つ限り事実上不可能である。また核爆弾そのものも“進化”し建造物への破壊力は弱くして、対人殺傷能力に優れた中性子爆弾も実験により開発された。地下実験の禁止については通常地震なのか核実験による地震なのか検証不能だったから却下されたのだが、日本では先の北朝鮮の核実験や、フランスの南太平洋の核実験などでたびたび地震が観測されており、しかもまた地震が起き易くなっている。日本、スウェーデンの協力で10～20キロトン以上の爆発は確実に地震と区別出来る技術が開発された。しかし、実際には出来そうもない150キロトンの地下実験を禁止する条約を米英ロ三国は1974年に条約を作成し、地下を含む全面的核実験の禁止の交渉にはいっているが、交渉は極秘であり、80年に中断したままである。
核不拡散条約は世界における安全保障の基礎的条約であり、それほど重要な条約であるが、テロ組織などへの譲渡などの危惧や、中東世界や北朝鮮の核配備（あるいは保有）が現実になり、やや形骸化しつつある。この条約によりかつての核保有国と認定された五大国は、事実上核保有の独占の公認を受けたに等しく、軍事的政治的優位を保ってきたが、非核保有国は核を持たないと自らの行動を制限され、国際原子力機関の自国原子炉への立ち入りを受け入れた。非核保有国は、核保有国が非核保有国に核攻撃する脅威が現存するため、それをしないことを条約に盛り込むべきだと訴えてきた。条約に第六条が書き加えられたが、内容は核保有国の核軍縮交渉を行うと誓約したのみであり、核の脅威は残ったままであった。条約成立後米ロ両国はSALT1で誓約を果たしたと主張するも現実は運搬手段を変え、削減でもなく、戦略兵器の上限枠の設定に過ぎなかった。

### 非同盟諸国の軍縮要求
非同盟諸国は強い不満と危惧の念を抱き、核を保有する軍事大国に軍縮を任せることは出来ず、核を持たない中小国で結集し、核軍縮に同意するよう圧力をかけていくことになった。1961年の第一回非同盟諸国首脳会議以来、非同盟諸国は、世界軍縮会議を開くべきことを提案したが、中国、フランスの賛成を得られず、代案として国連で軍縮のための特別総会を開催した。軍縮特別総会 (Special Session of the General Assembly devoited to disarmament, SSD) は軍縮を取り決めた会議ではなく、核の脅威にある世界が、国際世論に訴えかけ、核大国に軍縮の流れになるよう圧力をかけることを目的とされた。SSDの開催以来、超核大国に対する対抗勢力として、役割を果たそうと非同盟諸国はCDに1962年以来参加し第三勢力として軍縮を切望する中小国の意見を反映している。

### 通常兵器に対して
戦争は核戦争だけではない。第二次大戦以後100を超える戦争、紛争があったが、全て通常兵器で行われ、そのための死傷者は1600万人を超え、多くは第三世界に属する国々によって行われたからである。武器生産能力が無いか、低い第三世界に属する国々は軍備を核超大国やスイス、韓国、などから輸入した。中東戦争は米ロ両大国の兵器の実験市場、見本市といわれ、それらの兵器の供給がなければ、イスラエルもアラブも戦争が不可能とまで言われるが、これら武器輸出国の兵器産業にしてみれば、第三世界は巨大マーケットであり、非同盟諸国もそれに頼っている側面もある。
通常兵器の軍縮に対しては大国の決断を待つまでもなく、自分たちの裁量で実施出来るはずであるが、行動計画の中の通常兵器の項では、「通常兵器の削減を追求する特別の責任を有する」と大国の責任とばかりにしている。これは自分たち各々の国々に立ち返ったときに、自分たちの武器の量の低下などにより、防衛力の低下を懸念したものと考えられる。同じ第三世界に属する国々でも対立する国同士では、兵力の低下はそのまま敵国から侵攻される危険が想定されるからである。国連総会でも21の軍縮議題のうち通常兵器の軍縮という項は二本しかなく、兵器の移転はない。大国も中小国も本気で軍縮に取り組もうとは考えていない。

## 特別軍縮NGO委員会
軍縮に関するNGOで重要なNGOはジュネーヴにある特別軍縮NGO委員会とニューヨークにある軍縮NGO委員会である。1960年代に軍縮への関心が高まり、小さなNGOとして存在していたが、国際平和事務局 (Inter national Peace Bureu, IPB) が事務局をつとめた。その後ECOSOC/NGOになった。ECOSOC決議二二七(LX2)。1981年になって規約が採択され、規約ではCONGOとの関係上、ECOSOC/NGOの地位を持つものを普通会員とし、それ以外は準会員としたが、実際は同一の権利を有した。

## 軍縮NGO委員会
ジュネーヴの特別軍縮NGO委員会が1972年に開催された国際NGO軍縮会議に刺激され翌73年に軍縮NGO委員会が設立される。北米の国内NGOが参加し、国連政府代表や国連事務局の人から話を聞いている。新聞 "Disarmament Times" を発行し、部数5000でSSDの活動をフォローし、NGOの立場から問題を指摘、幅広い読者層を持ち、加盟国代表も求めた。個人色が強く、ホーマー・ジャック世界宗教者平和会議事務局長が委員長をつとめる。

## 日本の軍縮NGO
日本は唯一の被爆国として核に対する軍縮は早くからの命題であった。国連の軍縮関連活動と関わった日本のNGOは原水爆禁止日本協議会であった。第20回原水爆禁止世界大会（日本共産党系）は広島から全世界へ呼びかける決議を採択、国連には核兵器完全禁止国際協定締結のための効果的、かつ積極的措置を要請した。

## 軍縮特別総会とNGO
特別総会 (SSD) へのNGO参加については規則が存在しないため、SSD準備委員会、SSD1の準備委員会では賛否両論であったが、国連でのNGOの参加は憲章に定められていること、SSDに関して加盟国のみに意見を求めていることなどの理由をあげ、準備委員会のNGO参加に反対した。すなわちユーゴスラビア、パキスタン、イランなどの内戦または戦争状態にあるか、紛争地域のNGOの参加をみとめるかどうかという問題であった。このような現状にSSD以後国連に幾つかの動きがみられた。すべての国家の軍縮についてはその情報を普及させることを通じ、軍縮に関心のある非政府団体は、国連とのより緊密な連携をとることにより、より多く参加させるべきである。軍備競争および軍縮の必要性においてのより深い理解と認識を促すため、政府、政府機関、非政府組織、国際機関は全体レベルでの軍縮と平和研究のための、教育関係を推進することが要請される。ジュネーブ委員会からの提案。
1. NGOをWDC（世界軍縮キャンペーン）の政策決定に参加させる。
2. WDCについて委員会はNGOと定期協議する。
3. 各国にWDC国内委員会を作り、国内での活動調整と資金集めをする。
4. 国連の軍縮資料の翻訳出版をすすめる。
5. 学校のカリキュラムにWDCを入れる。
6. マスコミにWDCを取り上げてもらう。など。

## 関係項目
- プラン・ジャパン
- 軍国主義
- 山梨軍縮
- 宇垣軍縮
- 安全保障
- 外交
- 規制が議論されている兵器
- 軍事
- 軍需産業
- ノーベル平和賞
- 平和
- 平和学
- 平和主義
- ラッセル＝アインシュタイン宣言
- 戦時国際法 - 有事法制
- 軍事教育 - 軍事訓練
- 核兵器 - 核戦略 - 核武装論
- 武器 - 兵器
- 軍事技術 - 軍需産業